# ذو القامة الهراوية
ذو القامة الهراوية (الاسم العلمي: Cordulephya)، جنس يعاسيب من فصيلة قامويات هراوية. تستوطن شرق أستراليا. أنواعه صغيرة إلى دقيقة الحجم، سوداء اللون، أو سوداء مائلة للصفرة مع علامات صفراء. على غير المعتاد بالنسبة إلى متفاوتات الأجنحة، فإن هذه اليعاسيب ترتاح مع ثني أجنحتها فوق أجسامها بطريقة مشابهة للعديد من أنواع مقترنات الأجنحة. وتٌعرف أنواعه بشكل شائع باسم ذو الجناح المغلق.

## الأنواع
يشمل جنس ذو القماة الهراوية أربعة أنواع
- Cordulephya bidens Sjöstedt, 1917 - tropical shutwing
- Cordulephya divergens Tillyard, 1917 - clubbed shutwing
- Cordulephya montana Tillyard, 1911 - mountain shutwing
- Cordulephya pygmaea Selys, 1870 - common shutwing